# Hans Roordink

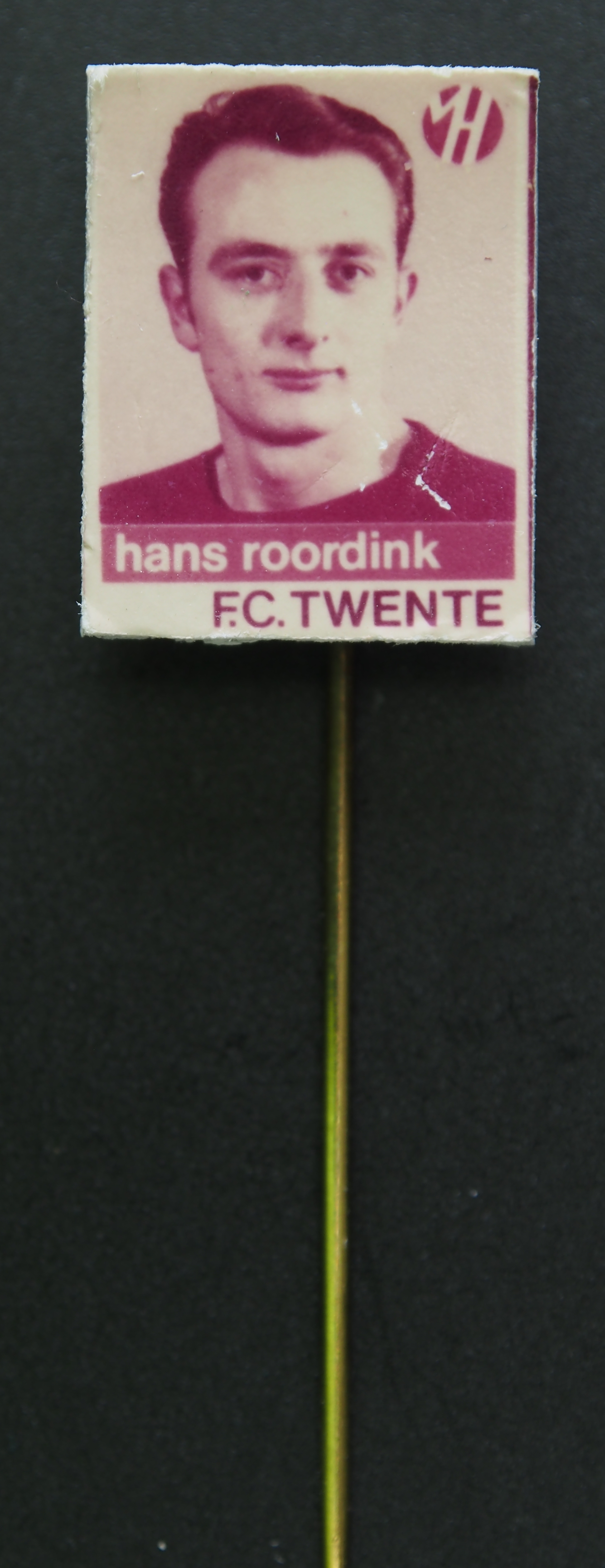
Hans Roordink op een voetbalspeldje

Hans Roordink (8 september 1943) is een voormalig Nederlands voetballer. Hij speelde voor Enschedese Boys, FC Twente en SC Heracles.
Roordink was in seizoen 1964/1965 met negentien doelpunten de topscorer van de Eerste divisie. Hij speelde op dat moment bij de Enschedese Boys. Toen deze club in juli 1965 fuseerde met Sportclub Enschede, tekende hij een contract bij de nieuw gevormde eredivisionist FC Twente. Roordink werd, ondanks dat hij maar achttien wedstrijden speelde, met elf doelpunten clubtopscorer van het seizoen. Op 31 oktober 1965 scoorde hij in de thuiswedstrijd tegen Willem II vier doelpunten.
Voorafgaand aan het seizoen 1966/1967 werd Roordink door FC Twente, dat flink bijbetaalde, geruild met Epi Drost van SC Heracles.